# 長體鼠油鯰
長體鼠油鯰，為輻鰭魚綱鯰形目鼬鯰科的其中一種，為熱帶淡水魚，分布於南美洲奧里諾科河上游的Ventuari河流域，體長可達9.6公分，棲息在水質清澈沙泥底質的溪流底層水域，生活習性不明。

## 扩展阅读
維基物種上的相關：長體鼠油鯰